# Piz Campasc
Piz Campasc är en bergstopp i Schweiz.   Den ligger i regionen Bernina och kantonen Graubünden, i den östra delen av landet, 210 km öster om huvudstaden Bern. Toppen på Piz Campasc är 2 599 meter över havet, eller 280 meter över den omgivande terrängen. Bredden vid basen är 2,3 km. Piz Campasc ligger vid sjön Lago Bianco.
Terrängen runt Piz Campasc är bergig söderut, men norrut är den kuperad. Närmaste större samhälle är Poschiavo, 8,1 km söder om Piz Campasc. 
Trakten runt Piz Campasc består i huvudsak av gräsmarker. Runt Piz Campasc är det glesbefolkat, med 18 invånare per kvadratkilometer.